# Далем
 Тази статия е за селището в Белгия.  За селището в Северен Рейн-Вестфалия, Германия вижте Далем (Северен Айфел).  
Далем (на френски: Dalhem) е селище в Югоизточна Белгия, окръг Лиеж на провинция Лиеж. Населението му е около 6500 души (2006).